# 船曳睦雄
船曵 睦雄（ふなびき むつお、1976年1月20日 - ）は、日本の実業家。フレッシュネス代表取締役社長を経て、ワイズテーブルコーポレーション代表取締役社長。

## 人物・経歴
兵庫県出身。1998年東京工業大学工学部卒業、マッキンゼー・アンド・カンパニー入社。2000年ワイズテーブルコーポレーション取締役経営企画室長。2002年ワイズテーブルコーポレーション取締役社長室長。2009年ワイズテーブルコーポレーション取締役副社長。2010年ワイズテーブルコーポレーション専務取締役。2016年フレッシュネス代表取締役社長。2020年ワイズテーブルコーポレーション代表取締役社長。